# Rytis Mykolas Račkauskas
Rytis Mykolas Račkauskas (* 25. September 1959 in Kaunas) ist ein litauischer konservativer Politiker. Von 2015 bis Oktober 2024 war er Bürgermeister der Stadtgemeinde Panevėžys.

## Leben
Nach dem Abitur 1977 an der Juozas-Balčikonis-Mittelschule in Panevėžys absolvierte Rytis Račkauskas 1982 das Diplomstudium der Architektur am Ingenieuwesen-Bauinstitut in der litauischen Hauptstadt Vilnius und wurde Architekt.
Ab 1988 war er Mitglied von Lietuvos Persitvarkymo Sąjūdis. 
1989 war er einer der Organisatoren der Aktion Baltischer Weg. 
Von 1990 bis 1997 war er Mitglied im Rat der Stadtgemeinde Panevėžys. Er war Inhaber des Unternehmens IĮ "improvizacija". Bei den Kommunalwahlen in Litauen 2015 wurde er zum Bürgermeister in der Wahlliste „Povilas Urbšys už sąrašą KARTU“. Bei den Kommunalwahlen 2019 und 2023 wurde er wiedergewählt.
2024 wurde er wegen Korruption verurteilt.
Von 1993 bis 1996 war Račkauskas Mitglied der Tėvynės sąjunga  (Lietuvos konservatoriai).
Im Oktober 2024 wurde er vom Gericht im Strafverfahren verurteilt. 

## Familie
Račkauskas ist verheiratet. Mit Frau Jūratė hat er die Kinder Giedrius und Ignas.